# ISO/IEC 8859-4
ISO/IEC 8859-4:1998, Informační technologie – 8bitové jednobytové kódované grafické znakové sady – část 4: latinská abeceda čís. 4 (anglicky Information technology — 8-bit single-byte coded graphic character sets — Part 4: Latin alphabet No. 4) je čtvrtou částí řady standardů osmibitových znakových kódů ISO/IEC 8859 vycházejících z ASCII, která byla poprvé publikována v roce 1988. Neformálně se označuje jako Latin-4 nebo severoevropská. Kódování bylo původně navrženo pro estonštinu, lotyštinu, litevštinu, grónštinu a sámské jazyky, bylo však překonáno kódováním ISO/IEC 8859-10 a Unicode.
ISO/IEC 8859-4 nedefinuje význam kódů 0-31 a 127-159, ale předpokládá se, že budou doplněny řídicími znaky C0 a C1 (a znakem DEL) definovanými v ISO/IEC 6429. Takto doplněné kódování označuje IANA jako ISO-8859-4, Microsoft jako code page 28594 (třetími stranami zpravidla označované jako Windows-28594), IBM jako code page 914.

## Struktura kódové stránky
Vysvětlivky:
|  | Alfabetický znak Řídicí znak Číslice Interpunkce | Rozšířená interpunkce Grafický znak Mezinárodní znak Nedefinováno |

|    | _0            | _1         | _2         | _3         | _4         | _5         | _6         | _7         | _8         | _9         | _A         | _B         | _C          | _D           | _E         | _F         |
| 0_ |               |            |            |            |            |            |            |            |            |            |            |            |             |              |            |            |
| 1_ |               |            |            |            |            |            |            |            |            |            |            |            |             |              |            |            |
| 2_ | SP 0020 32    | ! 0021 33  | " 0022 34  | # 0023 35  | $ 0024 36  | % 0025 37  | & 0026 38  | ' 0027 39  | ( 0028 40  | ) 0029 41  | * 002A 42  | + 002B 43  | , 002C 44   | - 002D 45    | . 002E 46  | / 002F 47  |
| 3_ | 0 0030 48     | 1 0031 49  | 2 0032 50  | 3 0033 51  | 4 0034 52  | 5 0035 53  | 6 0036 54  | 7 0037 55  | 8 0038 56  | 9 0039 57  | : 003A 58  | ; 003B 59  | < 003C 60   | = 003D 61    | > 003E 62  | ? 003F 63  |
| 4_ | @ 0040 64     | A 0041 65  | B 0042 66  | C 0043 67  | D 0044 68  | E 0045 69  | F 0046 70  | G 0047 71  | H 0048 72  | I 0049 73  | J 004A 74  | K 004B 75  | L 004C 76   | M 004D 77    | N 004E 78  | O 004F 79  |
| 5_ | P 0050 80     | Q 0051 81  | R 0052 82  | S 0053 83  | T 0054 84  | U 0055 85  | V 0056 86  | W 0057 87  | X 0058 88  | Y 0059 89  | Z 005A 90  | [ 005B 91  | \ 005C 92   | ] 005D 93    | ^ 005E 94  | _ 005F 95  |
| 6_ | ` 0060 96     | a 0061 97  | b 0062 98  | c 0063 99  | d 0064 100 | e 0065 101 | f 0066 102 | g 0067 103 | h 0068 104 | i 0069 105 | j 006A 106 | k 006B 107 | l 006C 108  | m 006D 109   | n 006E 110 | o 006F 111 |
| 7_ | p 0070 112    | q 0071 113 | r 0072 114 | s 0073 115 | t 0074 116 | u 0075 117 | v 0076 118 | w 0077 119 | x 0078 120 | y 0079 121 | z 007A 122 | { 007B 123 | \| 007C 124 | } 007D 125   | ~ 007E 126 |            |
| 8_ |               |            |            |            |            |            |            |            |            |            |            |            |             |              |            |            |
| 9_ |               |            |            |            |            |            |            |            |            |            |            |            |             |              |            |            |
| A_ | NBSP 00A0 160 | Ą 0104 161 | ĸ 0138 162 | Ŗ 0156 163 | ¤ 00A4 164 | Ĩ 0128 165 | Ļ 013B 166 | § 00A7 167 | ¨ 00A8 168 | Š 0160 169 | Ē 0112 170 | Ģ 0122 171 | Ŧ 0166 172  | SHY 00AD 173 | Ž 017D 174 | ¯ 00AF 175 |
| B_ | ° 00B0 176    | ą 0105 177 | ˛ 02DB 178 | ŗ 0157 179 | ´ 00B4 180 | ĩ 0129 181 | ļ 013C 182 | ˇ 02C7 183 | ¸ 00B8 184 | š 0161 185 | ē 0113 186 | ģ 0123 187 | ŧ 0167 188  | Ŋ 014A 189   | ž 017E 190 | ŋ 014B 191 |
| C_ | Ā 0100 192    | Á 00C1 193 | Â 00C2 194 | Ã 00C3 195 | Ä 00C4 196 | Å 00C5 197 | Æ 00C6 198 | Į 012E 199 | Č 010C 200 | É 00C9 201 | Ę 0118 202 | Ë 00CB 203 | Ė 0116 204  | Í 00CD 205   | Î 00CE 206 | Ī 012A 207 |
| D_ | Đ 0110 208    | Ņ 0145 209 | Ō 014C 210 | Ķ 0136 211 | Ô 00D4 212 | Õ 00D5 213 | Ö 00D6 214 | × 00D7 215 | Ø 00D8 216 | Ų 0172 217 | Ú 00DA 218 | Û 00DB 219 | Ü 00DC 220  | Ũ 0168 221   | Ū 016A 222 | ß 00DF 223 |
| E_ | ā 0101 224    | á 00E1 225 | â 00E2 226 | ã 00E3 227 | ä 00E4 228 | å 00E5 229 | æ 00E6 230 | į 012F 231 | č 010D 232 | é 00E9 233 | ę 0119 234 | ë 00EB 235 | ė 0117 236  | í 00ED 237   | î 00EE 238 | ī 012B 239 |
| F_ | đ 0111 240    | ņ 0146 241 | ō 014D 242 | ķ 0137 243 | ô 00F4 244 | õ 00F5 245 | ö 00F6 246 | ÷ 00F7 247 | ø 00F8 248 | ų 0173 249 | ú 00FA 250 | û 00FB 251 | ü 00FC 252  | ũ 0169 253   | ū 016B 254 | ˙ 02D9 255 |
|    | _0            | _1         | _2         | _3         | _4         | _5         | _6         | _7         | _8         | _9         | _A         | _B         | _C          | _D           | _E         | _F         |